# Оскар Писторијус
Оскар Леонард Карл Писторијус (енгл. Oscar Leonard Carl Pistorius; Сандтон, 22. новембар 1986) је јужноафрички атлетичар и параолимпијац. У току прве године живота су му урађене потколене ампутације обе ноге због малформације, па се такмичи са уграђеним протезама.
На Светском првенству 2011. у Тегуу је био члан јужноафричке штафете у полуфиналној трци на 4 х 400 метара. Екипа Јужне Африке је у финалу освојила сребрну медаљу и тако је Писторијус постао први атлетичар параолимпијац који је освојио медаљу на такмичењима које нису искључиво за такмичаре са инвалидитетом.
Наступом на Олимпијским играма 2012. у Лондону је постао шести спортиста параолимпијац који је учествовао и на олимпијским играма. У трци на 400 метара се пласирао у полуфинале, а са штафетом 4 х 400 метара се такмичио у финалу.
Освојио је шест златних и по једну сребрну и бронзану медаљу у спринтерским дисциплинама на Параолимпијским играма. Тренутно држи светске рекорде у својој класи (Т44) на 100 и 200 метара.
Године 2012. је проглашен за најбољег светског спортисту са инвалидитетом.
Писторијус је ухапшен 14. фебруара 2013. због сумње да је убио своју девојку Риву Стинкамп у својој кући у Преторији.
У новембру 2021. године, јужноафричке затворске власти покренуле су прве процедуралне кораке да размотре условну слободу Оскара Писторијуса, затвореног због убиства своје девојке.